# Simple Desktop Display Manager
Simple Desktop Display Manager (SDDM) は、X Window SystemとWayland向けのディスプレイマネージャである。SDDMはC++11で書かれており、QMLによるテーマをサポートしている。
SDDMはGNU GPL v2+の下で配布されている自由ソフトウェアである。

## 採用例
2013年、Fedora KDEのメンバーはFedora 21からデフォルトのディスプレイマネージャとしてSDDMを採用することを決定した。
SDDMはHawaiiのデフォルトのディスプレイマネージャとして採用された。
KDEでは、KDE Plasma 5のKDMの後継としてSDDMを採用した。
LXQtの開発者は、ディスプレイマネージャとしてSDDMを推奨している。